# Edouard Kabamba
Edouard Kabamba (Kinshasa, Zaire -actual República Democrática del Congo-; 24 de enero de 1987) es un futbolista congoleño-belga. Juega de delantero y su actual equipo es el UD Melilla, de la Segunda División B de España.

## Trayectoria
Es una de las grandes promesas de su país. Delantero de 1,80 metros y 72 kg, destaca por su velocidad y su facilidad en la definición. Kabamba, que debutó en la Primera División belga en febrero de 2007, llega al filial madridista para potenciar su línea de ataque durante la presente temporada lleno de ilusión y ganas de seguir creciendo en un fútbol de un altísimo nivel competitivo como es el español.
Se proclamó campeón de la Liga belga con el Standard de Lieja.

## Clubes
| Club                 | País    | Año       |
| -------------------- | ------- | --------- |
| Standard Lieja       | Bélgica | 2007-2009 |
| Real Madrid Castilla | España  | 2009-2010 |
| Standard Lieja       | Bélgica | 2010      |
| UD Melilla           | España  | 2011      |